# Penal de El Puerto de Santa María

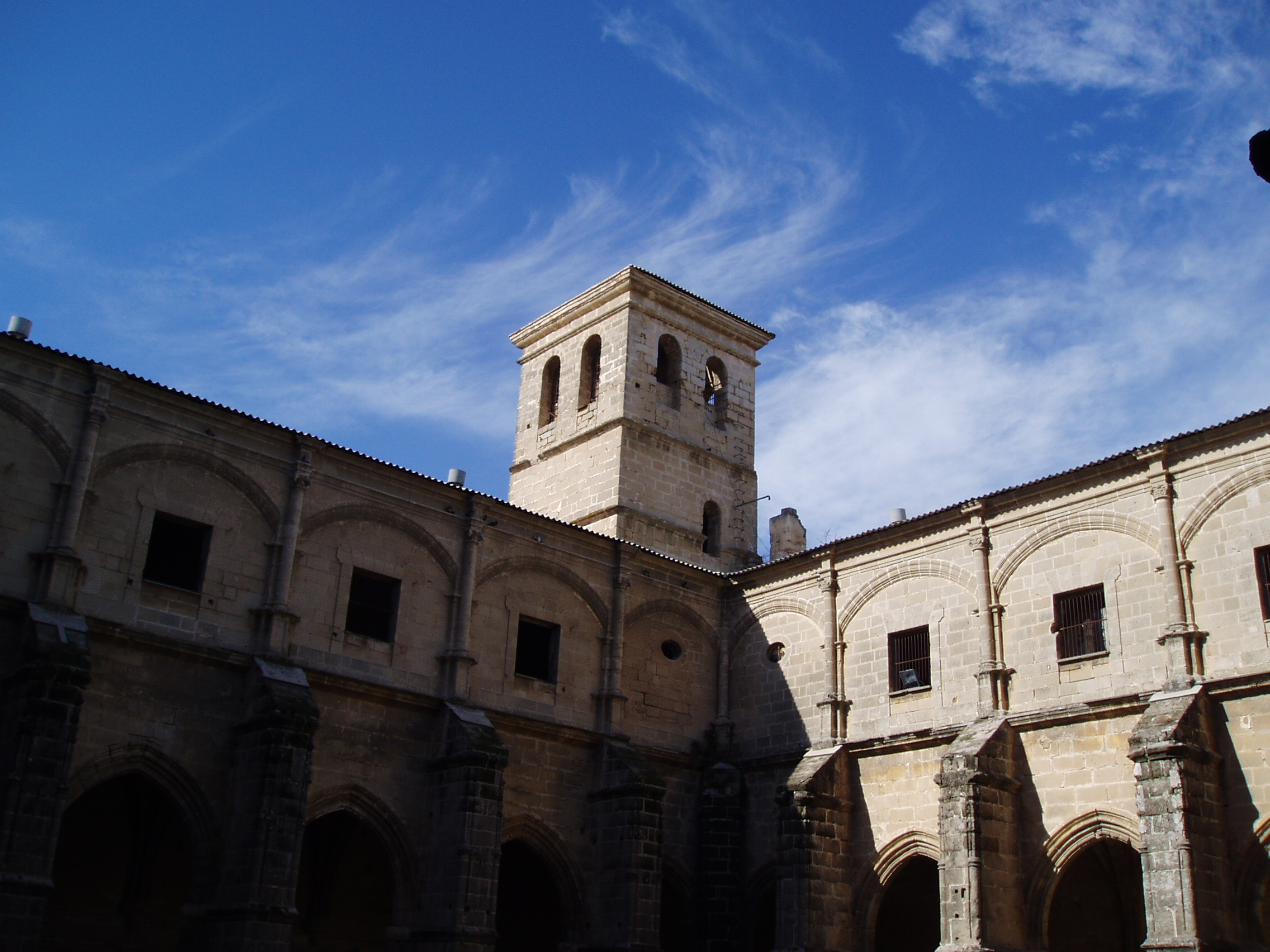
Claustro del Monasterio de la Victoria, antiguo Penal de El Puerto

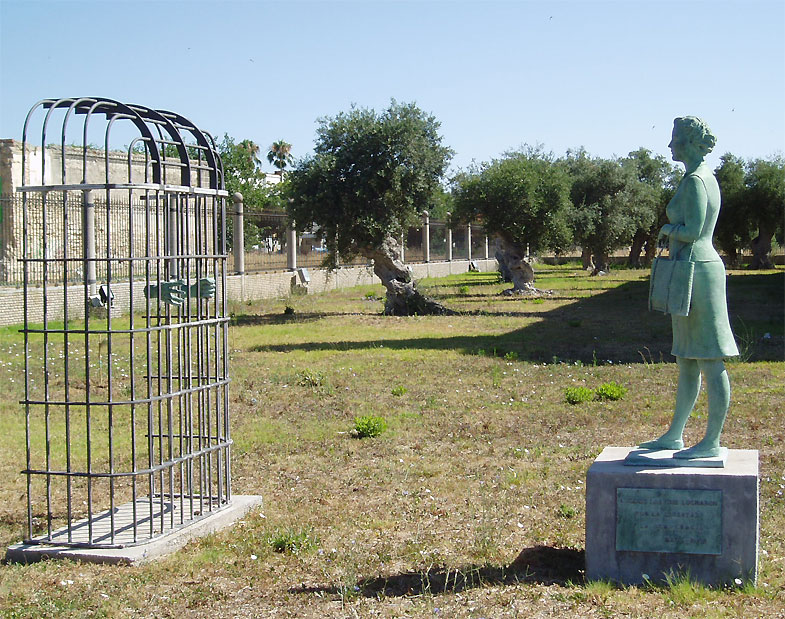
Estatua en homenaje a los presos políticos

El Penal de El Puerto de Santa María (el Penal del Puerto) fue una famosa cárcel española ubicada en la localidad andaluza de El Puerto de Santa María, entre 1886 y 1981. Estaba situada en los edificios antiguo monasterio de la Victoria. Aún hoy, aunque a varios kilómetros de distancia del antiguo penal, se ubican en esta ciudad de la provincia de Cádiz dos complejos penitenciarios (Puerto I y Puerto II (un solo complejo con dos centros); y Puerto III), el mayor de toda España y de Europa.[cita requerida]

## Origen
Este penal ocupaba un antiguo convento erigido a principios del siglo XVI por los señores de la entonces villa, los duques de Medinaceli. Actualmente se encuentra restaurado y su uso se destina a albergar diversos actos culturales y oficiales, como el del acto de despedida a Rafael Alberti en 1999.

## Uso como penal
El Penal de El Puerto cobró fama durante los años de la II República española y el franquismo, al albergar entre sus muros presos políticos de relevancia nacional, como Ramón Rubial, presidente del PSOE o delincuentes de gran popularidad, como El Lute.
Durante la Guerra Civil, al menos entre octubre de 1936 y mayo de 1939 (ya terminado el conflicto), albergó prisioneros de guerra republicanos como prisión y campo de concentración. Con capacidad para 1000 reclusos, en abril de 1938 ya superaba los 3300. Después de la contienda, volvió a depender de la Dirección General de Prisiones como prisión central, superando los 5000 internos. Las condiciones de los recluidos eran deplorables, siendo foco de infecciones como la de tifus exantemático de 1941, año en que murieron al menos 194 reclusos de hambre y enfermedades (134 contabilizados sólo entre febrero y julio).
El 27 de diciembre de 2013, fue declarado Lugar de la Memoria Histórica por los sucesos acontecidos en él durante la guerra civil y primeros años de la dictadura franquista.

## Cultura popular
También fue famoso por protagonizar la letra de una carcelera, cante flamenco del grupo de las tonás:

Mejor quisiera estar muerto
que preso pa toa mi vía
en este penal del Puerto,
Puerto de Santa María.
Centinela centinela,
tú tuviste la culpita
que pase la noche en vela.
A dónde irá aquel barquito que va por la mar serena.
Unos dicen que a Almería y otros que pa Cartagena.
Barquito de vela que viene de Cádiz por esa bahía,
y no llega al Puerto y no llega al Puerto,
Puerto de Santa María. Puerto de Santa María.

## Divulgación
En 2017 se estrena un documental sobre los hechos acontecidos allí: 'El Penal: rostro y alma del mito'.

## Uso en la actualidad
Actualmente se usa con fines culturales, entre los que suelen incluirse algunos específicos de memoria a los represaliados en el lugar